# Luise Juliane von der Pfalz
Luise Juliane von der Pfalz (geboren am 16. Juli 1594 in Heidelberg; gestorben am 28. April 1640 in Meisenheim) war eine kurpfälzische Prinzessin.

## Leben
Sie war die Tochter des Kurfürsten Friedrich IV. von der Pfalz und der Luise Juliana von Oranien-Nassau und die Schwester von Friedrich V.
Auf Verlangen ihres Bruders Friedrich V. heiratete sie Johann II. von Pfalz-Zweibrücken, dessen Ehefrau Catherine de Rohan 1607 verstorben war. Die Hochzeit fand 1612 in Heidelberg statt.
Aus der Ehe gingen sieben Kinder hervor:
- Elisabeth Louise Juliane von Pfalz-Zweibrücken (1613–1667), Fürstäbtissin in Herford
- Katharina Charlotte von Pfalz-Zweibrücken (1615–1651), 1631 verheiratet mit dem Pfalzgrafen Wolfgang Wilhelm von Pfalz-Neuburg
- Friedrich von Pfalz-Zweibrücken (1616–1661), Pfalzgraf und Herzog von Pfalz-Zweibrücken
- Anna Sibylle von Pfalz-Zweibrücken (1617–1641)
- Johann Ludwig von Pfalz-Zweibrücken-Veldenz (1619–1647)
- Juliane Magdalene (1621–1672), verheiratet mit Herzog Friedrich Ludwig (Pfalz-Zweibrücken-Landsberg)
- Marie Amalie (1622–1641)